# Тунгокочен
Тунгоко́чен (рос. Тунгокочен) — село у складі Тунгокоченського району Забайкальського краю, Росія. Адміністративний центр та єдиний населений пункт Тунгокоченського сільського поселення.

## Населення
Населення — 988 осіб (2010; 955 у 2002).
Національний склад (станом на 2002 рік):
- росіяни — 85 %